# 2012 în teatru
- 2010 în teatru - 2011 în teatru - 2012 în teatru - 2013 în teatru - 2014 în teatru

## Premiere
Teatrul Național București
Teatrul Bulandra
Teatrul de Comedie
Teatrul Act
Teatrul Odeon
Teatrul Mic